# Albert Renaud
Albert Félix Joseph Renaud, né à Paris 6e le 6 juillet 1851 et mort à Levallois-Perret le 28 mai 1924, est un organiste, compositeur et critique musical français.

## Biographie
Durant ses études au Conservatoire de Paris, il a pour professeurs Léo Delibes, César Franck, Charles Gounod, Camille Saint-Saëns et Jules Massenet.
Il commence sa carrière de musicien d'église  en succédant à son père comme maître de chapelle de Saint-Sulpice.
Après un bref séjour à Rennes comme organiste de la cathédrale, il revient à Paris pour devenir le premier titulaire du grand orgue Fermis et Persil de la paroisse Saint-François-Xavier en 1878.
Il quitte son poste en 1891 pour devenir titulaire du Cavaillé-Coll de Saint-Germain-en-Laye jusqu'en 1924, année de sa mort. Il eut pour successeur direct Albert Alain.
Le dédicataire de sa célèbre Toccata en ré mineur (op. 108 no 1), Alexandre Guilmant, la joua durant ses récitals à la St. Louis World Fair de 1904.

## Compositions
Albert Renaud est aujourd'hui connu surtout pour sa célèbre Toccata en ré mineur pour grand orgue op. 108 no 1, dédiée à Alexandre Guilmant qui la joua en 1904.
Mais on lui doit aussi :
- Quatre Pièces d'orgue op. 101 : 1. Entrée (Grand Chœur) - 2. Angélus - 3. Pastorale - 4. Marche funèbre (Schirmer, N. Y., 1909).
- Improvisations - Soixante pièces classées par tons pour orgue ou harmonium, op. 106 (Costallat, Paris).
- Deux Toccatas pour Grand Orgue, op. 108 : 1. Toccata en ré mineur - 2. Toccata en ré majeur (Costallat, Paris, 1907).
- Communion en fa pour orgue, op. 116 no 3 in Album of French Organ Music (Schirmer, N. Y., 1914).
- Esquisses - Trente pièces pour orgue ou harmonium op. 120 (Costallat, Paris).
- Andante religioso pour orgue (Novello).
- Fantaisie pastorale pour orgue (Novello).
- Marche Solennelle pour orgue (Novello).
- Méditation pour orgue (Novello).
- Scherzo symphonique pour orgue (Novello).

Ainsi que des musiques de scène :
- Roknedin, ballet-pantomime en trois actes et cinq tableaux, de Michel Carré et Gaston Fourcade-Prunet, chorégraphie Achille Balbiani, Eden-Théâtre, 7 avril 1892
- Un voyage à Venise, folie-vaudeville en trois actes, de Maurice Froyez et Georges Laîné, théâtre Déjazet, 21 février 1896.

## Distinctions
- Officier d'Académie (décret du 14 juillet 1885)
- Officier de l'Instruction publique (décret du 16 janvier 1897)
- Chevalier de la Légion d'Honneur (décret du 22 juillet 1905). Parrain : Jules Massenet